# Prohydata subpartita
Prohydata subpartita là một loài bướm đêm trong họ Geometridae.